# Jan Huitema
Jan Huitema, né le 5 juillet 1984 à Heerenveen, est un homme politique et agriculteur néerlandais, membre du Parti populaire pour la liberté et la démocratie (VVD) et député européen de 2014 à 2024.

## Biographie
Huitema est scolarisé à Sneek et diplômé en sciences animales de l'université de Wageningue.
Producteur laitier avec 130 vaches dans le village frison de Makkinga, il se porte candidat aux élections européennes de 2014 sous la bannière du VVD avec le slogan Boer zoekt stem en français : « Fermier à la recherche de voix », détournement du titre de l'émission télévisée néerlandaise Boer zoekt Vrouw (« Fermier à la recherche d'une femme »). Il siège au sein de l'Alliance des démocrates et des libéraux pour l'Europe (ADLE), qui devient Renew Europe (RE) à la suite des élections européennes de 2019, lors desquelles il est réélu.